# Церковь Святой Ирины
Церковь Святой Ирины (тур. Aya İrini, греч. Αγία Ειρήνη, Аги́а-Ири́ни) — одна из самых ранних сохранившихся церквей Константинополя, посвящена «Святому миру» (а не святой Ирине). Церковь расположена в историческом центре Стамбула в районе Султанахмет в первом внутреннем дворе дворца Топкапы. Айя-Ирини представляет новый для VI века тип базилики в форме креста. Притвор церкви выложен мозаикой времен Юстиниана. Внутри стоит саркофаг, в котором, по преданию, покоятся останки Константина. 
Первая христианская базилика на этом месте была возведена в начале IV века на месте руин древнего храма Афродиты при римском императоре Константине и являлась главным храмом города до постройки Святой Софии. Оба храма получили название в честь обожествлённых абстрактных понятий — Мира и Мудрости, соответственно. В мае — июле 381 года в храме Божественного Мира проходили заседания Второго вселенского собора. 

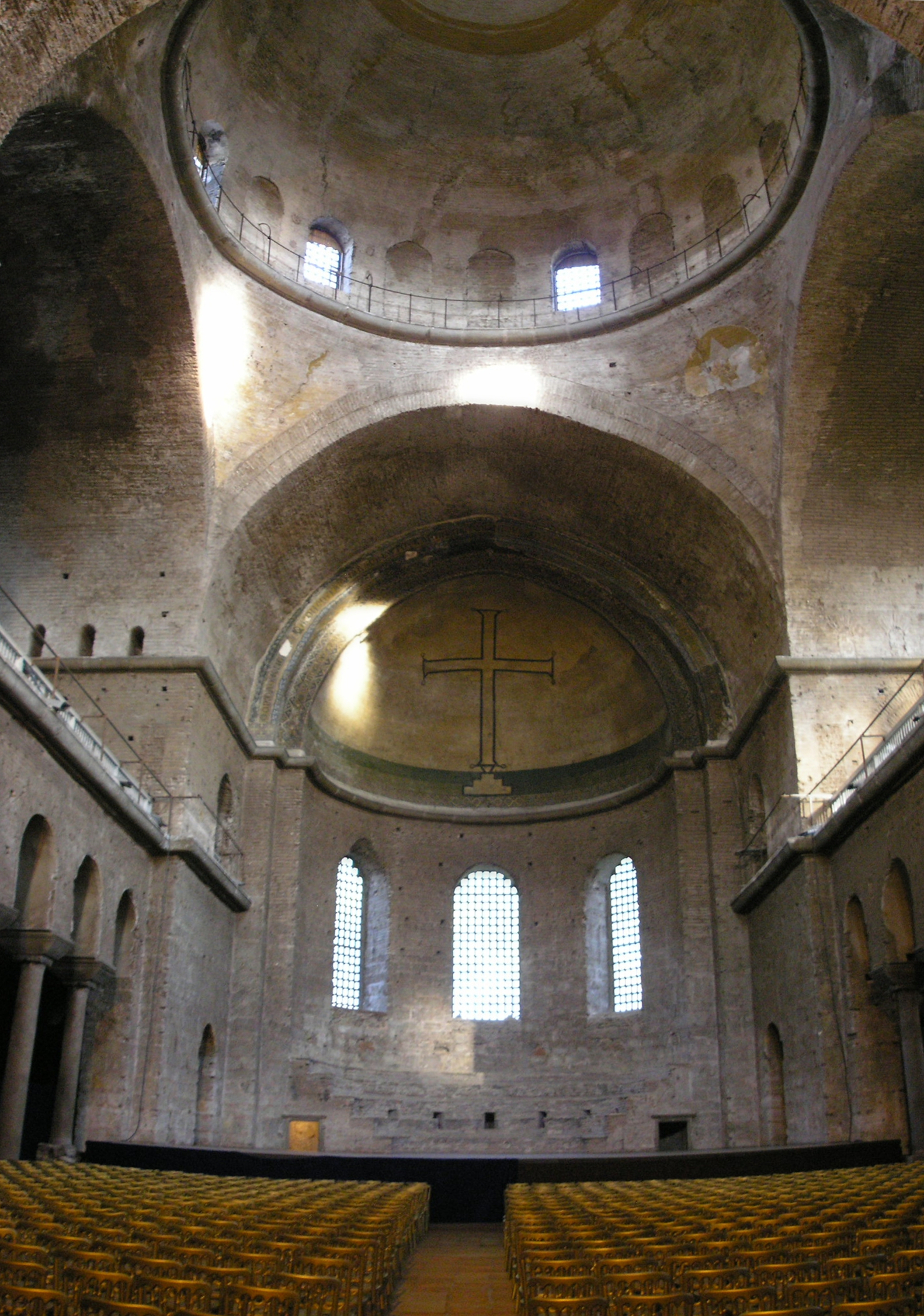
Интерьер в 2007г.

В 346 году около храма погибло свыше 3000 человек из-за религиозных разногласий. В 532 году, во время восстания «Ника», церковь была сожжена, а затем была отстроена при Юстиниане в 548 году. Церковь сильно пострадала от землетрясения в 740 году, после чего была большей частью перестроена. Фигурные мозаики погибли в эпоху иконоборчества, на месте традиционного Спаса Вседержителя в конхе красуется мозаичный крест.
После завоевания Константинополя в 1453 году церковь не была переделана в мечеть и значительных изменений в её внешнем виде не происходило. Благодаря чему до наших дней храм Святой Ирины является единственной церковью в городе, сохранившей свой первоначальный атриум (просторное высокое помещение при входе в церковь).
На протяжении XV—XVIII веков церковь использовалась османами в качестве оружейных складов, а начиная с 1846 года, храм был превращён в Археологический музей. В 1869 году церковь Святой Ирины была преобразована в Императорский музей. Через несколько лет, в 1875 году, его экспонаты из-за недостаточного количества места были перевезены в Изразцовый павильон. Наконец, в 1908 году в церкви был открыт Военный музей. 
С 1980 года — основная площадка для (ежегодного) международного музыкального фестиваля. В начале XXI века церковь Святой Ирины служила концертным залом. 
По состоянию на 2024 год  открыта для посещений, реставрация продолжается.  